# Cosmetidae
La famiglia Cosmetidae comprende circa 450 specie di aracnidi lunghi da 0,5 a 1,1 cm. Come la maggior parte degli opilionidi, queste specie sono generalmente di colore scialbo. Tuttavia, alcune specie tropicali sono verdi o gialle e qualcuna è in grado di mutare colore con lo sfondo.

## Ciclo biologico
Come per tutto l'ordine l'inseminazione è diretta. Le uova vengono deposte nel suolo o in punti umidi e riparati.

## Distribuzione
Soprattutto in regioni tropicali del Nordamerica e Sudamerica. Sotto sassi, fra i detriti in praterie, foreste e regioni semi-desertiche.